# Santa Maria Imperatrice

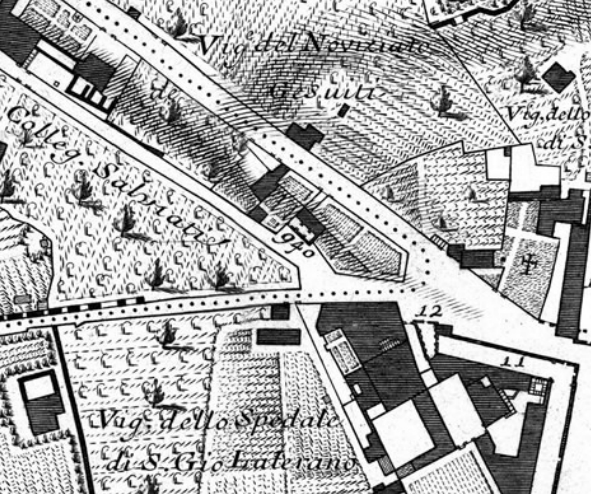
Posição da igreja no Mapa de Nolli (1748), no número 940.

Santa Maria Imperatrice  era uma igreja devocional que ficava localizada na extremidade leste da Via dei Santi Quattro, no rione Campitelli de Roma. Demolida no século, foi reconstruída num local ligeiramente diferente, mas esta também foi demolida. Era dedicada a Virgem Maria sob o título de "imperatriz do céu e da terra". A identificação desta igreja com a antiga San Gregorio in Martio é disputada.

## História

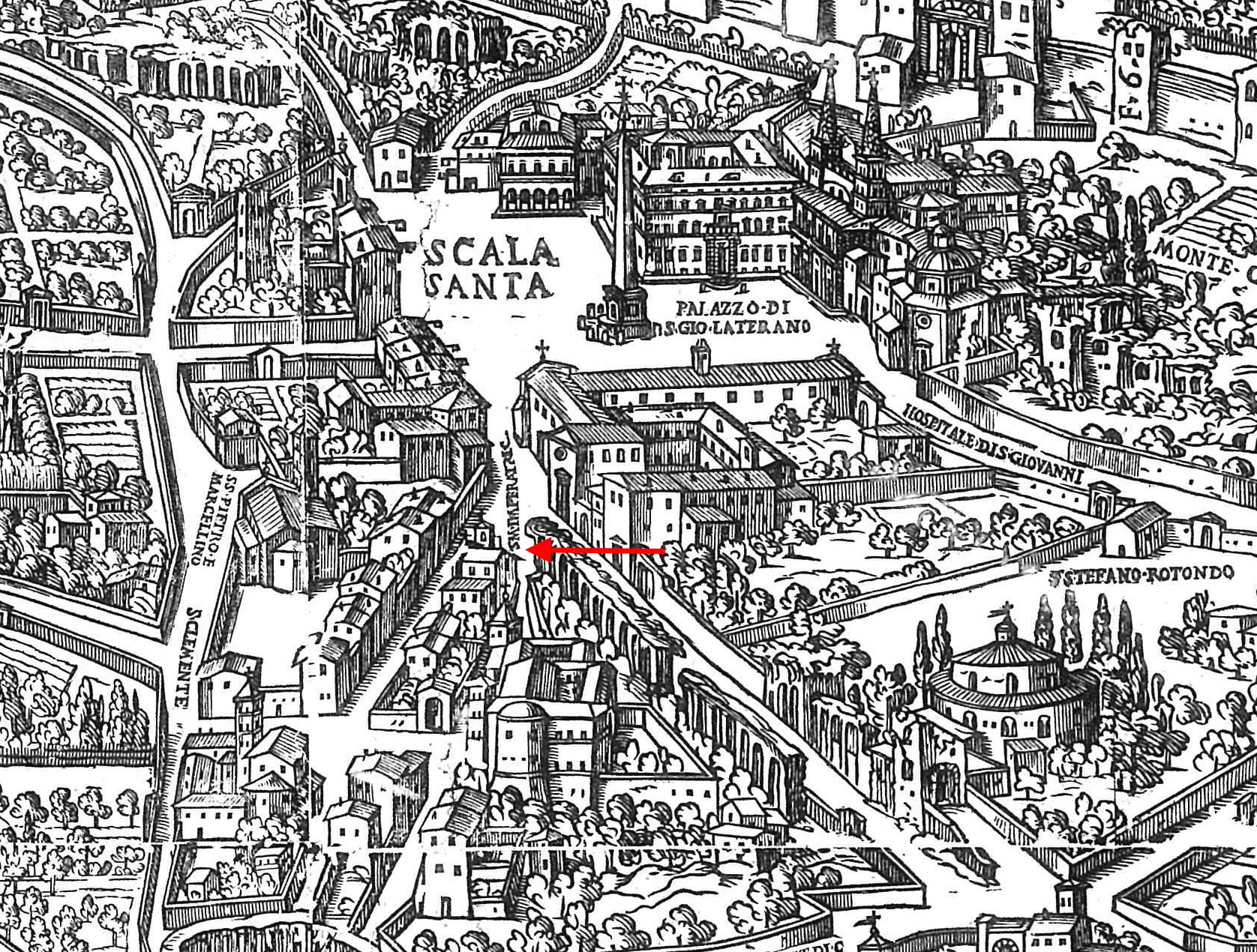
Vista no mapa de Giovanni Maggi (1625). O aqueduto visível na imagem é o Aqueduto de Nero, ruínas do qual ainda são visíveis na Via di Santo Stefano Rotondo.

A razão para a construção desta igreja foi a devoção a um ícone em afresco da Virgem e o Menino no final do século XVI; o primeiro edifício era um santuário de beira de estrada (um sacelo) que ficava do lado de fora da entrada do convento de Santi Quattro Coronati e construído em 1606 para abrigá-lo com base num projeto de Jacopo Del Duca. Rapidamente se estabeleceu uma tradição de que esta imagem era do século VI e que ela teria conversado com o papa Gregório I (r. 590-604). No final do século XVII, porém, descobriu-se que a imagem não era antiga, mas mesmo assim a peregrinação ao local não diminuiu. Gradualmente ela foi perdendo popularidade até que, em 1826, ela foi levada para Santa Maria delle Grazie nel Cimitero in Laterano, a capela funerária do Ospedale di San Giovanni. Numa visita ao local em 1656, o papa Alexandre VII (r. 1655-1667) determinou que ela ficasse protegida por uma grade de ferro sobre o altar, colocou no local uma inscrição relatando a tradição e permitiu que a imagem fosse copiada e esta imagem hoje pode ser vista na igreja de Santi Andrea e Bartolomeo como peça do altar da direita do altar-mor.
No início da década de 1800, o conde Giampietro Campana adquiriu a igreja juntamente com outros edifícios vizinhos e a restaurou juntamente com o jardim. Seu objetivo era estender a villa da família, conhecida como Villa Campana, que ficava na Via di San Giovanni in Laterano. Quando o conde faliu, em 1857, sua grande coleção de arte e suas propriedades foram vendidas. Na segunda metade do século XIX, tanto a Villa Campana quanto a pequena igreja foram demolidas para dar espaço a loteamentos.

## Descrição
A igreja ficava originalmente do lado norte da Via dei Santi Quattro, um pouco a oeste da esquina com a Via Santo Stefano Rotondo. Ela estava posicionada longitudinalmente em relação à rua, ligeiramente inclinada em relação a ela, o que deu origem a uma minúscula praça. Atualmente o local é ocupado por um conjunto de apartamentos geminados do lado norte da via; a capela ficava mais ou menos onde há hoje uma linha vertical separando dois blocos de apartamentos, um mais alto e outro mais baixo. A igreja reconstruída no século XIX está sob o bloco à direita. 
De planta retangular simples, orientada de noroeste a sudeste, a igreja tinha uma nave com quatro pilastras sustentando uma abóbada. A entrada ficava no canto esquerdo da fachada para a rua.